# Współczynnik korelacji dwuseryjnej
Współczynnik korelacji dwuseryjnej – jedna z miar zależności, współczynnik określający poziom zależności pomiędzy z jednej strony zmienną ciągłą i ilościową oraz z drugiej strony zmienną, która byłaby taka, gdyby nie została sprowadzona do dwóch kategorii. Zakłada się przy tym, że zmienna, która została sprowadzona do postaci dychotomicznej ma rozkład zbliżony do rozkładu normalnego.
Przykład zastosowania: korelacja pomiędzy zmienną wynik egzaminu (od 0 do 100 punktów) a zmienną poziom odczuwanego niepokoju przez studenta w czasie egzaminu (gdzie poziom niepokoju został uproszczony do dwóch kategorii: niski poziom lub wysoki poziom).

## Wzór
Współczynnik korelacji dwuseryjnej można wyznaczyć z pomocą następującego wzoru:
{\displaystyle r_{b}=\left({\frac {{\bar {x}}_{1}-{\bar {x}}_{0}}{s}}\right)\left({\frac {n_{1}n_{0}}{\phi \left(\Phi ^{-1}\left(n_{1}/n\right)\right)}}\right){\sqrt {\frac {1}{n^{3}\left(n-1\right)}}}},
gdzie {\displaystyle {\bar {x}}_{1}} to średnia wartość cechy ilościowej w pierwszej grupie wyznaczonej przez zmienną dychotomiczną, {\displaystyle {\bar {x}}_{0}} to średnia w drugiej grupie, {\displaystyle s} to odchylenie standardowe z próby zmiennej ilościowej, {\displaystyle n_{1}} to liczebność pierwszej grupy wyznaczonej przez zmienną dychotomiczną, {\displaystyle n_{0}} to liczebność drugiej grupy, {\displaystyle n} to łączna liczebność próby, {\displaystyle \phi } to funkcja gęstości standardowego rozkładu normalnego, a {\displaystyle \Phi ^{-1}} to funkcja odwrotna do dystrybuanty standardowego rozkładu normalnego. 